# Leticia Calderón

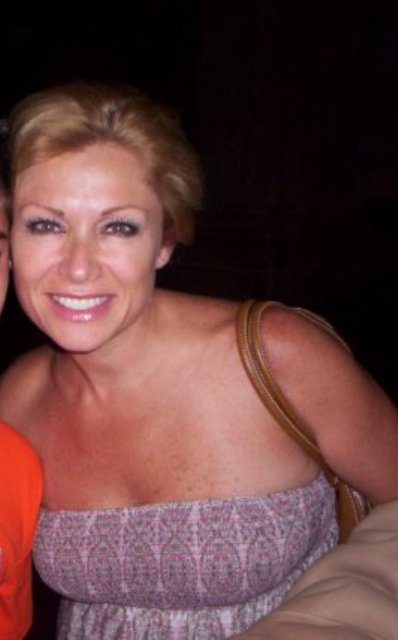
Leticia Calderón

Carmen Leticia Calderón León (* 15. Juli 1968 in Guaymas) ist eine mexikanische Schauspielerin.

## Leben
Leticia Calderón studierte am Centro de Capacitación de Televisa, dem Ausbildungszentrum des mexikanischen Medienunternehmens Televisa. Sie spielte in etlichen Telenovelas und Filmen; ihre erfolgreichste Rolle, die der Esmeralda, machte sie auch in europäischen Ländern bekannt.
2000 bis 2008 pausierte sie, um sich um ihre Kinder zu kümmern. 

## Filmografie (Auswahl)
- 1982: El ángel caido (Fernsehserie)
- 1992: Noches de ronda
- 1997: Esmeralda (Fernsehserie)
- 1998: Angelito mio
- 2008: El nombre de amor (Fernsehserie)
- 2015: A que no me dejas
- 2019: Juntos el corazón nunca se equivoca